# Maximilian Mauff
Maximilian Mauff (Berlín, 3 de julio de 1987) es un actor alemán de cine y televisión, conocido por su papel de Felix en la serie Sense8, de Netflix.

## Biografía
Maximilian Mauff empezó actuando de niño en grupos de teatro de Berlín, así como en varios cortometrajes de la directora Aelrun Goette. A los 14 años, se incorporó a una agencia de actores y recibió su primer papel en un largometraje, interpretando al joven Tristán en El primer beso de Kai Wessel. A los 17 años, se graduó de la escuela secundaria, desde entonces ha aparecido en diversas producciones para cine y televisión. En 2008, la película Absurdistan con Max Mauff en el papel principal, se exhibió entre otros en el Festival de Cine de Sundance. Por su papel en In der Überzahl, recibió en 2013 el premio al mejor actor del Festival de Cine Max Ophüls. Por su papel como actor principal en la película Patong Girl, Max Mauff recibió el Premio Grimme en 2016.

## Filmografía
- 1995: Bésame Mucho (Corto)
- 1999: Zug der Wünsche (Corto)
- 2002: El primer beso (Das Jahr der ersten Küsse)
- 2004: Erbsen auf halb 6
- 2005: Measures to Better the World (Weltverbesserungsmaßnahmen)
- 2005: Kombat Sechzehn
- 2008: Absurdistan
- 2008: La ola (Die Welle)
- 2008: El lector
- 2008: Berlin Calling
- 2009: Männerherzen
- 2011: Ende der Schonzeit
- 2012: Diaz – Don't Clean Up This Blood
- 2013: Hannas Reise
- 2014: Patong Girl
- 2015: Victoria
- 2015: Sense8 (Serie de TV, 9 episodios)
- 2015: Homeland (Serie de TV, 1 episodio)[4]
- 2015: El puente de los espías
- 2015: Weinberg (Serie de TV, 6 episodios)
- 2016: Jonathan
- 2017: Die Unsichtbaren: Wir wollen leben
- 2018: Radegund
- 2019: Cleo
- 2020: MaPa (Serie de TV, 6 episodios)
- 2020: Babylon Berlin (Serie de TV, 2 episodios)